# Walther von Goethe

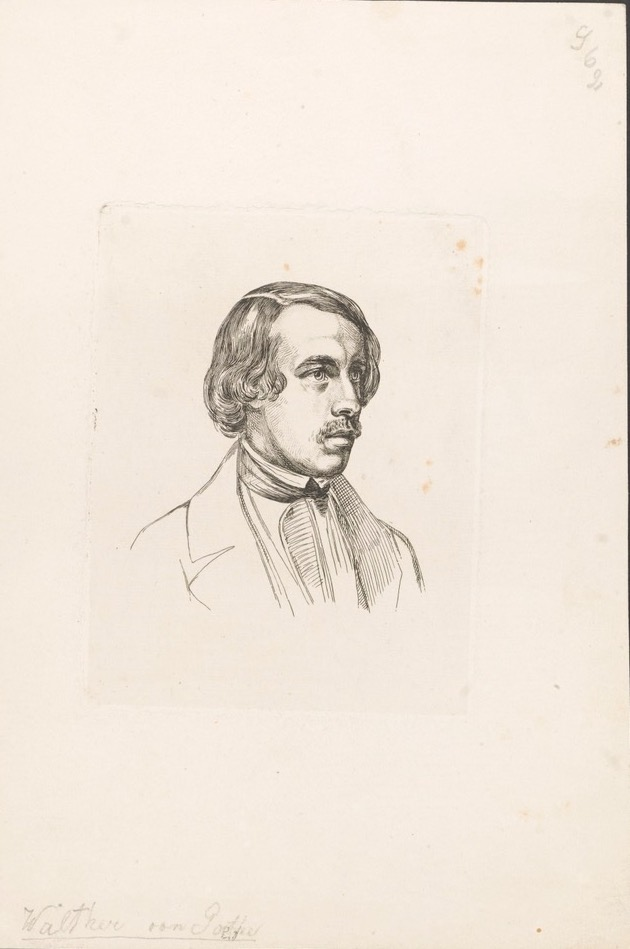
Walther Wolfgang von Goethe

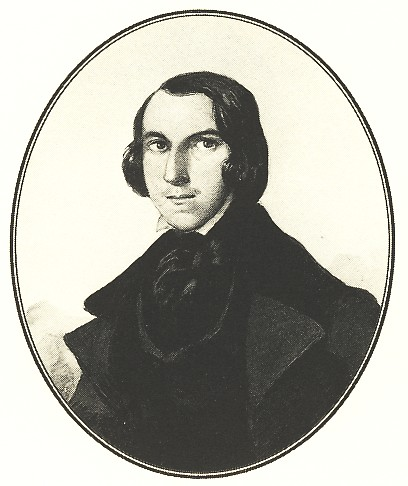
Walther von Goethe 1838

Walther Wolfgang Freiherr von Goethe (* 9. April 1818 in Weimar; † 15. April 1885 in Leipzig) war ein deutscher Kammerherr und Komponist. Er war ein Enkel und der letzte Nachfahre Johann Wolfgang von Goethes.

## Leben

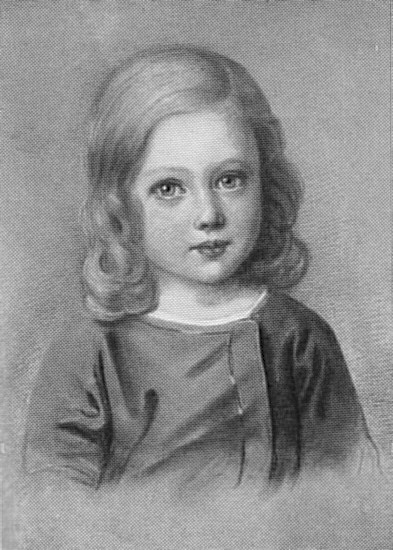
Walther Wolfgang von Goethe als Kind 1824

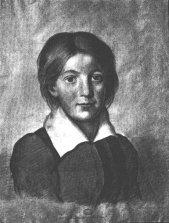
Walther Wolfgang von Goethe

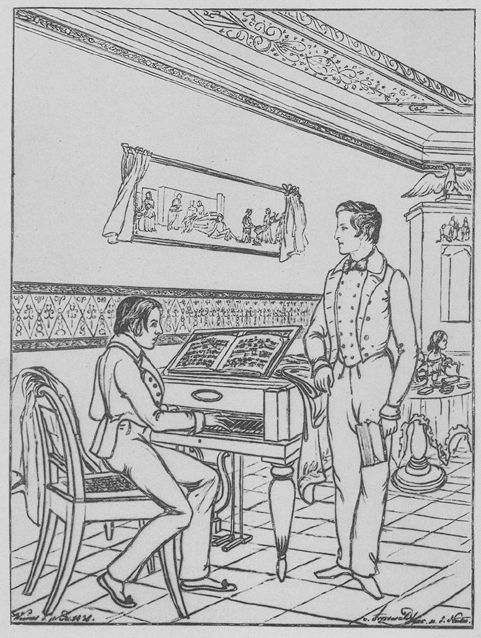
Goethes Enkel 1838 im Juno-Zimmer des Goethehauses in Weimar; Walther links am Streicher-Flügel sitzend, Wolfgang Maximilian stehend, Alma rechts im Hintergrund

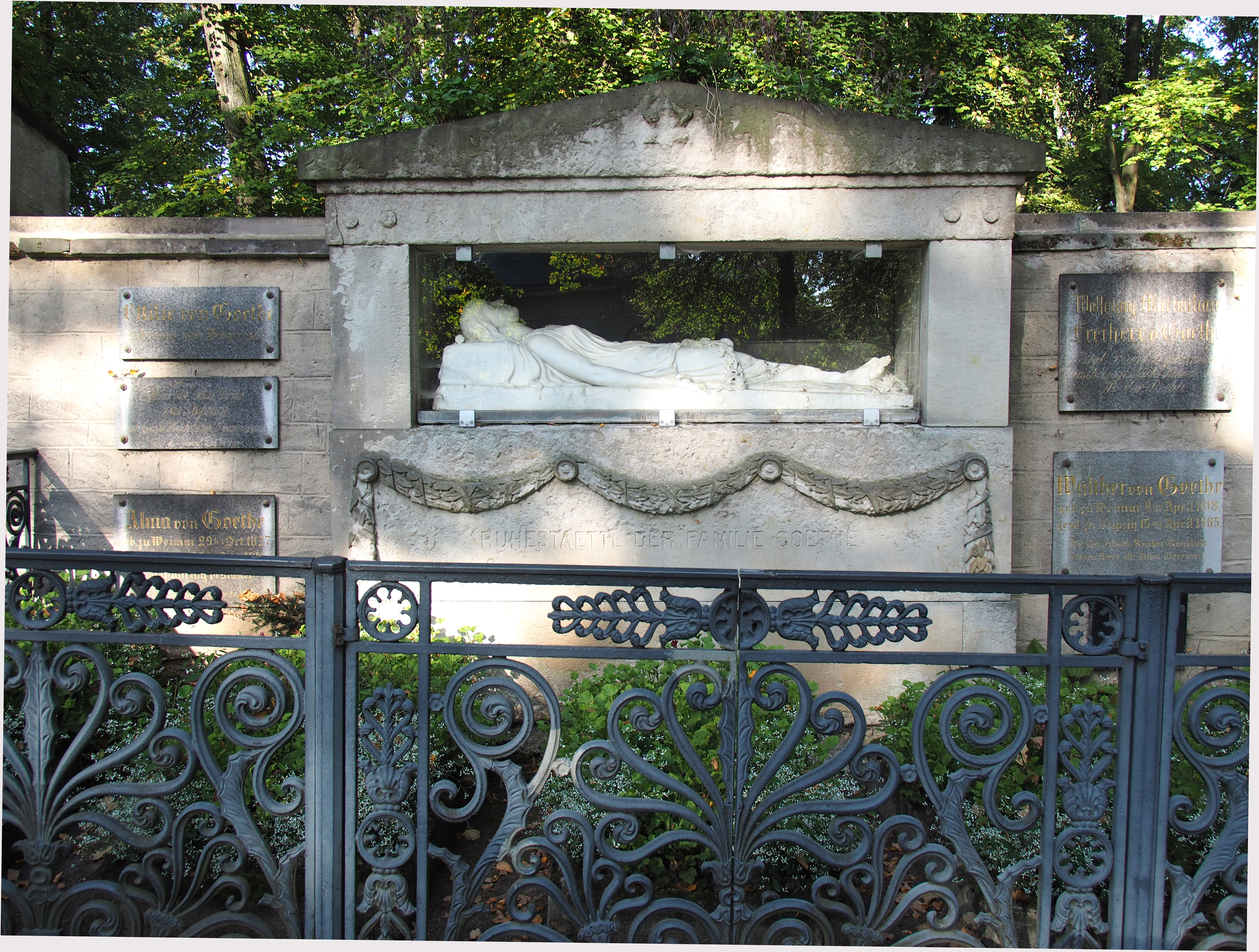
Grabstätte auf dem Historischen Friedhof Weimar

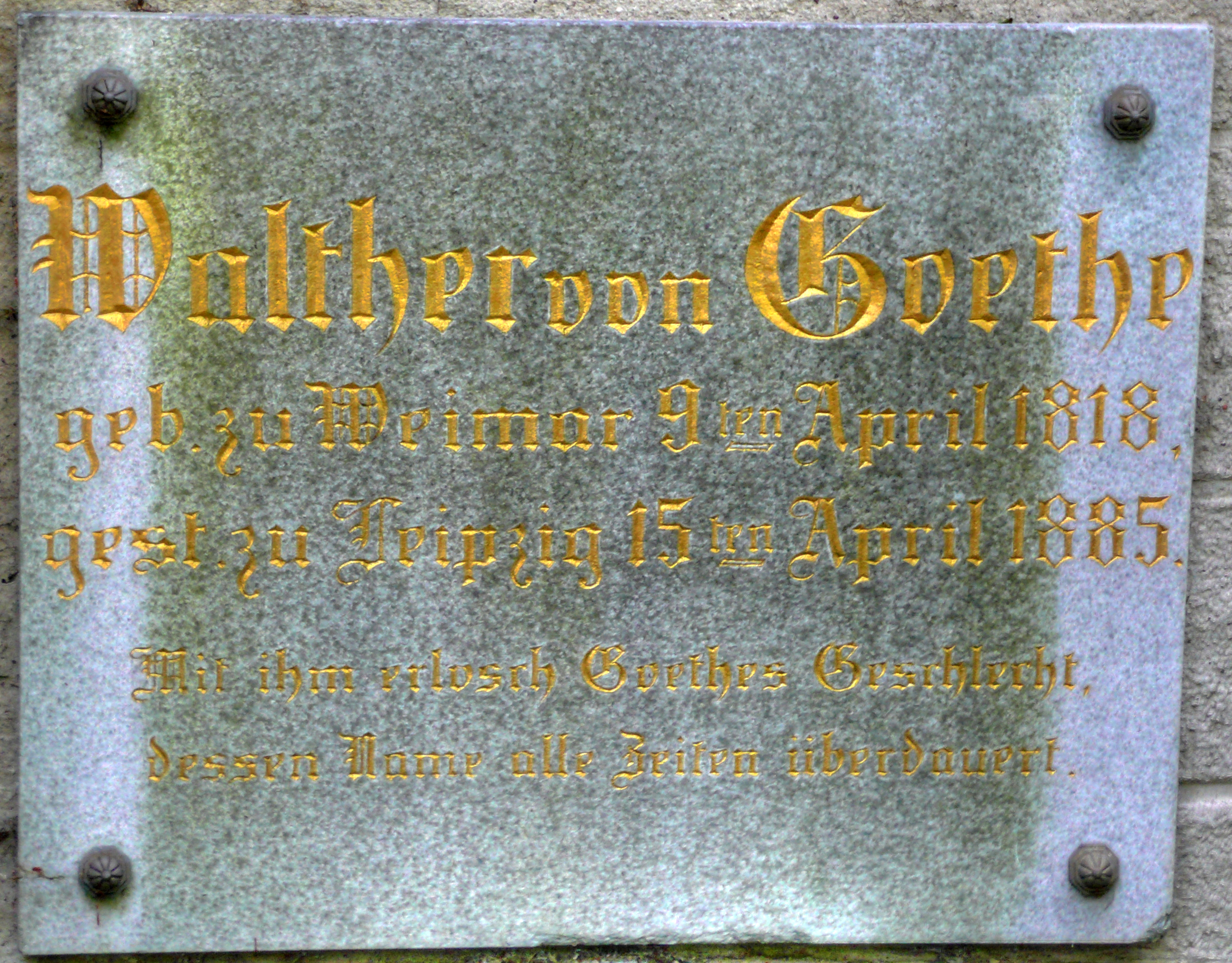
Tafel am Grabe Walther von Goethes in Weimar

Goethe war das älteste Kind des August und der Ottilie von Goethe. Seine Geschwister waren Wolfgang von Goethe und Alma von Goethe. Walther zu Ehren dichtete sein Großvater am 9. April zu seiner Geburt das „Wiegenlied dem jungen Mineralogen“, dem sein späterer Lebensweg jedoch nicht gerecht wurde. Immer schwächlich, wuchs er auf, ohne eine öffentliche Schule zu besuchen. Ersten Musikunterricht erhielt er erst mit fünfzehn Jahren beim Weimarer Kapellmeister Carl Eberwein, der auch Goethegedichte vertont hat. Später unterrichtete Felix Mendelssohn Bartholdy ihn am Klavier, da er ein ausgesprochenes musikalisches Talent zeigte. Robert Schumann widmete ihm seine Davidsbündlertänze. Goethe errang später aber weder im Lied noch in der Oper Erfolge und trug schwer unter der Last seines Namens. 1825 erhielt er durch den Weimarer Stadtrat gemeinsam mit seinem Vater und seinem Bruder Wolfgang Maximilian auf ewige Zeit das Bürgerrecht der Residenzstadt Weimar verliehen.
Vor allem er war es, der sich dem Ansinnen des Deutschen Bundes widersetzte, 1842 das Weimarer Goethehaus und den Nachlass des Dichters für die Nation zu erwerben. Er wohnte meistens in der Mansarde des Goethehauses. 1859 wurde er von Großherzog Carl Alexander zusammen mit seinem Bruder in den erblichen Freiherrnstand erhoben.

## Tod und Vermächtnis
Goethe starb auf einer Reise in Leipzig. Das Erbe seines Großvaters – insbesondere Goethes Wohnhaus in Weimar, dessen Bibliothek und dessen umfangreiche Sammlungen – war durch sein Testament vom 24. September 1883 für den Fall seines Todes dem Staat Sachsen-Weimar-Eisenach zugewiesen worden, was die Entstehung des Goethe-Nationalmuseums ermöglichte. Daran hatte sein Freund und Sekretär seines Bruders Ernst Thalmann keinen geringen Anteil.
Goethe war der letzte Nachkomme des Dichters und hatte wie sein Bruder Wolfgang Maximilian und seine Schwester Alma keine Nachkommen. Auf seinem Grab steht:

„Mit ihm erlosch Goethes Geschlecht, dessen Name alle Zeiten überdauert.“

## Nachleben
Sigrid Damm verarbeitete in dem 2007 erschienenen Roman Goethes letzte Reise eine Reise Johann Wolfgang von Goethes mit seinen Enkeln Walther und Wolfgang nach Ilmenau im Jahre 1831.
Heute lagern von und über Goethe in diversen Archiven einige Kompositionen und Handschriften.
Der Konzeptkünstler Wolfgang Müller hat sein 1998 gegründetes privates 'Goethe-Institut' in Reykjavík aus rechtlichen Gründen 2002 in 'Walther von Goethe Foundation' umbenannt.

## Werke (Auswahl)
- Anselmo Lancia. Oper, in Stettin
- Alessandro Stradella. Oper
- Vier Gesänge; op.01, Breitkopf & Härtel, Leipzig.
- Allegro für das Pianoforte; op.02, Breitkopf & Härtel, Leipzig.
- Vier Impromptus für das Pianoforte; op.06, N. Simrock, Bonn, ca. 1840.
- Sechs Lieder, op.07, N. Simrock, Bonn.
- Poésie pour le Piano; op.08, N. Simrock, Bonn, ca. 1840.
- Sechs Lieder für eine Singstimme mit Begleitung des Fortepiano, op.14, Tobias Haslingers Witwe & Sohn, Wien, ca. 1842.[4]
- Liebesprobe für eine Singstimme; op.15, N. Simrock, Bonn.
- Sechs altdeutsche Lieder von J.P. Kaltenbaek; op.20, Adolph Nagel, Hannover, ca. 1842.
- Vier Gesänge für eine Singstimme mit Begleitung des Pianoforte; op.21, Pietro Mechetti, Wien, ca. 1847.
- Slavische Lieder, op.22, N. Simrock, Bonn.
- Meine Grüsse, Lied für Singstimme und Piano (Text von Siegfried Kapper); WoO, T. Trautwein, Berlin, 1847.
- Nachsommer, Lied für Singstimme und Piano (Text von Eduard Vogt); WoO, T. Trautwein, Berlin, 1847.
- Stimmt Deutsche an die Siegeslieder, Festgesang für Männerchor und Blasorchester (Text von Ludwig I. von Bayern) zur Einweihung des Invalidenhauses in Braunschweig 1840, Handschrift in der Bayerischen Staatsbibliothek, Signatur: Mus.ms. 2788
- Caprice H-Dur für Klavier; Autograph im Goethe-Schiller-Archiv Weimar, Notensammlung der Familie Goethe, Signatur 32/820

## Literarisches Schaffen
Walther von Goethe war neben seinem Wirken als Komponist auch literarisch tätig. So veröffentlichte er 1848 das Buch Fährmann, hol über. Darin sind 3 Erzählungen enthalten:
- In der Wiege und im Grab oder: die arme Fanny
- Vom Dach herunter
- Es ist ja nur der eine Tag

Wirtschaftlich war das Buch kein Erfolg. Es wurden nur 163 Exemplare verkauft.